# Do Ya Thang
"Do Ya Thang" é uma canção da cantora barbadense Rihanna, gravada para o seu sexto álbum de estúdio Talk That Talk. Foi composta pela própria com o auxílio do rapper The-Dream, que também esteve a cargo da produção. A sua gravação decorreu em 2011 nos estúdios Pelican Hill em Newport Coast, Califórnia e Studio De La Grand Armee em Paris, França. Mesmo sem ter sido lançada como single, devido às descargas digitais posteriores ao lançamento do disco, conseguiu entrar na tabela musical Gaon International Chart da Coreia do Sul e UK Singles Chart do Reino Unido.
Musicalmente, deriva do género musical R&B, com influências sonoras proeminentes nos anos 80. O seu arranjo musical é composto por vocais, bateria e sintetizadores. A letra retrata uma história de amor, em que a cantora pragueja contra o seu amante num refrão repetitivo. Os críticos fizeram maioritariamente críticas positivas, sendo que muitos elogiaram a composição e som da obra, enquanto que alguns analistas compararam-na a trabalhos anteriores da intérprete, como por exemplo, "S&M". 

## Antecedentes e desenvolvimento
Após o lançamento e aclamação do álbum anterior de Rihanna, Loud, a cantora revelou através da rede social Twitter que este seria relançado com novas músicas no outono de 2011, escrevendo que "a era Loud continuaria com novas canções para adicionar à coleção". Em setembro de 2011, a artista afirmou que os planos para o relançamento tinham sido cancelados, completando que o disco "tem o seu próprio corpo de trabalho, e como fizeram um enorme esforço merecem algo novo".
Em agosto de 2011, durante uma entrevista com a Mixtape Daily, o produtor Verse Simmonds pertencente à dupla The Juggernauts, que escreveram e produziram "Man Down", revelou que a cantora estava em fase de conclusão do seu sexto disco de originais. O duo também confirmou que tinha elaborado outros dois temas que poderiam ser incluídos no projeto, além de estarem interessados em escrever um terceiro devido ao facto da "excitação" pela artista ter gostado do seu trabalho. Em 15 de setembro de 2011, Rihanna em resposta a um fã através do seu perfil no Twitter, confirmou que as sessões de gravação estavam a decorrer e confidenciou que o álbum seria lançado no outono (hemisfério norte).

## Estilo musical e letra
"Do Ya Thang" é uma canção que deriva do género R&B, com produção do norte-americano The-Dream. A sua gravação decorreu em 2011 nos estúdios Pelican Hill em Newport Coast, Califórnia e Studio De La Grand Armee em Paris, França. A sua composição foi construída com fortes vocais e uso de sintetizadores. Pat Thrall tratou da engenharia, com assistência de Sam Holland e Ludovick Tartavelo. Manny Marroquin esteve encarregue da sua mistura e Kuk Harrell e Marcos Tovar estiveram a cargo da gravação e arranjos vocais, com Jennifer Rosales como assistente. Os críticos observaram semelhanças entre a música e trabalhos anteriores de Rihanna e da banda australiana Pendulum, cujos membros Swire e McGrillen estiveram envolvidos na conceção. Shaun Kitchener do sítio Entertainmentwise descreveu a melodia como "um sabor a hip-hop e um deleite de pop". De acordo com Edward Keeble da revista on-line Gigwise, o uso de sintetizadores e refrão repetitivo é semelhante ao single de 2007 de Rihanna, "Umbrella", que também foi co-escrito por Dream. Keeble concluiu que a obra era um "clássico moderno" e Emily Exton do Popdust notou semelhanças com "You Da One", com exceção para a "gravação com sintetizadores dos anos 80".
A letra foi escrita pela própria intérprete com o auxílio de Terius Nash, também produtor. Liricamente, retrata uma história de amor, em que a cantora pragueja contra o seu amante num refrão repetitivo. Robert Copsey do Digital Spy considerou que a música tem uma mensagem simples e evidente: "No final do dia, és quem és e eu amo-te dessa forma". Maz Halima da Flavour Magazine adjetivou o conteúdo lírico como "sereno". Exton do Popdust considerou que a passagem "E tu meu amor / Mas eu amo-te como um irmão" é uma reminiscência da polémica entre a atriz norte-americana Angelina Jolie e o irmão James Haven nos Óscares. Mais tarde, o editor explicou que o tema está cheio de vagas descrições dos sentimentos de Rihanna, que resultam como uma declaração "oca".

## Receção pela crítica

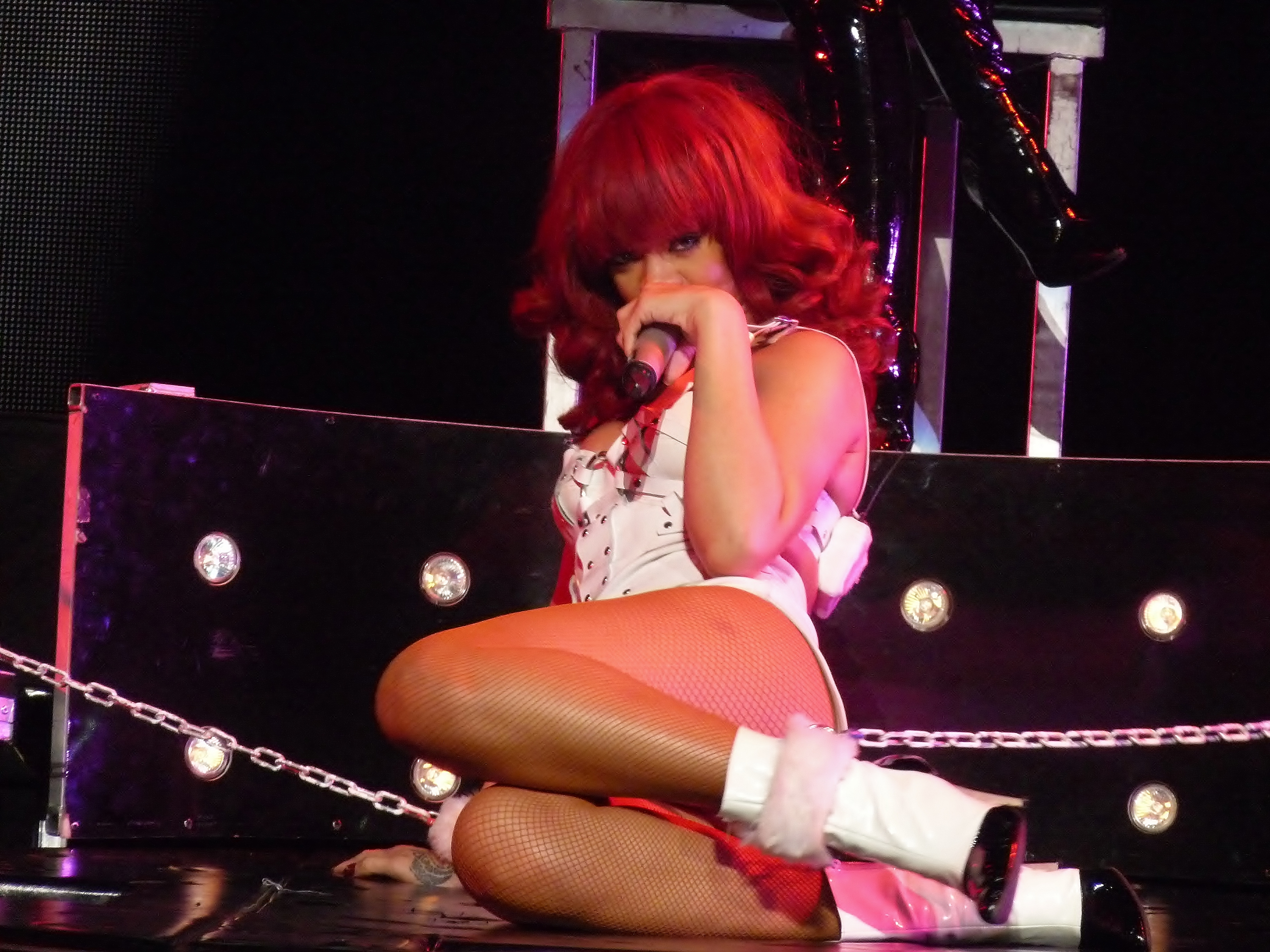
A cantora a interpretar "S&M", música à qual "Do Ya Thang" foi considerada uma boa sucessora como single.

As críticas após o lançamento da faixa foram geralmente positivas. Michael Jepson do jornal The Fourth State concluiu que o tema, em conjunto com "Cockiness (Love It)" e "Roc Me Out", eram os candidatos máximos para serem considerados os destaques do disco. De acordo com Jepson, as três canções são "flagrantemente atrevidas" e são excelentes sucessoras ao single de 2011 de Rihanna, "S&M". Maz Halima da Flavour Magazine considerou que a música tem uma "vibração adolescente" que resulta bem, contudo, esteve ciente na sua análise sobre o facto da cantora ter mantido como faixa bónus de Talk That Talk. Sam Lansky do blogue MTV Buzzworthy escreveu que a melodia "não pode ser batida por pura simpatia", observando que a artista está a recuar em relação "à sua personagem hipersexual ao cantar de uma forma um pouco mais séria, com boa índole".
Amy Sciarretto do sítio PopCrush descreveu o potencial de "Do Ya Thang" como um destaque na banda sonora de um reality show realizado pela MTV em Condado de Orange, na Califórnia, "onde o sol sempre brilha e as pessoas são bonitas, mas loucas". Segundo Sciarretto, a obra é "muito mais controlada do que o resto do álbum hormonal". Shaun Kitchener do EntertainmentWise concluiu que a intérprete "faz uma pausa" e nós temos "um raro vislumbre de uma doce e amável Rihanna". Emily Exton do Pop Dust confidenciou que "há uma razão pela qual é apenas bónus" e se "'You Da One' não existe, então seria a mais doce do disco, como numa conversa a meio de uma longa lista de experiências muito provocadoras e sentimentos confusos".

## Desempenho nas tabelas musicais
Após o lançamento de Talk That Talk, "Do Ya Thang" atingiu a 80.ª posição como melhor na Gaon International Chart da Coreia do Sul. Também entrou na UK Singles Chart no 136.º lugar a 3 de dezembro de 2011, devido ao número de descargas digitais, e ainda conseguiu chegar à 38.ª posição na tabela musical do género R&B do Reino Unido.

### Posições
| Tabela musical (2011)                    | Melhor posição |
| ---------------------------------------- | -------------- |
| Coreia do Sul - Gaon International Chart | 80             |
| Reino Unido - UK Singles Chart           | 136            |
| Reino Unido - UK R&B Singles Chart       | 38             |

## Créditos
Todo o processo de elaboração da canção atribui os seguintes créditos pessoais:
- Rihanna – vocalista principal, composição;
- Terius Nash - composição, produção;
- Pat Thrall - engenharia;
- Sam Holland, Ludovick Tartavelo - assistência de engenharia;
- Kuk Harrell -  produção e gravação vocal;
- Marcos Tovar - gravação vocal;
- Jennifer Rosales - assistência de gravação vocal;
- Manny Marroquin - mistura;
- Erik Madrid, Chris Galland - assistência de engenharia de mistura.